# Michael Teschl
Michael Teschl, född 30 juni 1971 i Århus, Danmark, är sångare, låtskrivare och författare. 
Michael Teschl debuterade som artist 1993, då han gav ut skivan This is how You fall in Love.  
1999 vann han Dansk Melodi Grand Prix tillsammans med Trine Jepsen i duetten Denne gang. Till Eurovision Song Contest i Jerusalem översattes texten till engelska och fick titeln This time I mean it. De slutade där på åttondeplats. 
På senare tid har Teschl blivit medlem i bandet SHONE '77, som gav ut sin första skiva, Bedlam, 2007. 2003 gav han ut sin första roman. 
Vid sidan av musiken och författarskapet är Teschl ambassadör för Stopselvmord.dk, och gör flera besök på skolor över hela Danmark som föreläsare. 

## Diskografi
- This is how You fall in Love (1995)
- Moving on (1998)
- Happy Depression (2000)

## Böcker
- Sunde tanker fra en syg sjæl (2003)
- Stik farmor en plade (2005)
- Adams paradis (2007)